# Прапор Золочівського району (Харківська область)
Пра́пор Золо́чівського райо́ну — прапор територіальної громади Золочівського району Харківської області, затверджений 3 березня 2000 року рішенням сесії районної ради.

## Опис
Прапор являє собою прямокутне полотнище малинового кольору зі співвідношенням ширини до довжини 2:3, із зображенням у центрі герба району. Висота гербового щита дорівнює ¼ ширини прапора. Прапор є двостороннім.
Навершенням древка є металевий конус, висотою рівною 1/10 ширини прапора. Основа корпусу дорівнює двом діаметрам древка. Закріплюється на циліндричній основі висотою рівною 1/20 ширини прапора.
Еталонний зразок прапора району зберігається в будинку районної ради.